# Galaxea longisepta
Galaxea longisepta är en korallart som beskrevs av Fenner och Veron 2002. Galaxea longisepta ingår i släktet Galaxea och familjen Oculinidae. IUCN kategoriserar arten globalt som nära hotad. Inga underarter finns listade i Catalogue of Life.